# Perizoma latefasciata
Perizoma latefasciata là một loài bướm đêm trong họ Geometridae.